# Billabong Pro Mundaka 2009
Le Billabong Pro Mundaka 2009 est le huitième des 10 événements du Championnat du monde de surf ASP 2009.
Il se déroule du 5 au 14 octobre 2009 à Mundaka au Pays basque espagnol.

## Participants
- Absents du TOP45 : Gabe Kling  , Luke Stedman  et Jérémy Florès .
- Donc 5 places à attribuer :
  - 5 Wild card : Hodeï Collazo , Damien Fahrenfort , Reubyn Ash , Dean Bowen  et Marcos San Segundo .